# Адвентистская церковь Адамстауна
Адвентистская церковь Адамстауна (англ. Adamstown Adventist Church) или Церковь Адамстауна (англ. Adamstown Church) — адвентистская церковь расположенная в посёлке Адамстаун на островах Питкэрн, заморской территории Великобритании.

## Описание
Адамстаунская церковь или Адамстаунская адвентистская церковь — это религиозное здание адвентистской церкви седьмого дня, Уникальность этой церкви состоит в том, что она является единственным религиозным зданием на всех островах Питкэрн. Здание принадлежит миссии, посланной адвентистами и обратившими почти всех жителей острова. Церковь расположена в посёлке Адамстаун на главной улице под названием «Площадь» напротив здания суда, возле офиса администратора острова, библиотеки и почтового отделения. Рядом с церковью находится длинная скамейка, на которой люди сидят и ждут открытия церкви. На обоих концах скамейки есть два колокола. Серия ударов по одному и по два — призыв к молитве. Службы в церкви проходят по субботам.

## История
В 1886 году на остров прибыл адвентистский миссионер Джон Тау, а в 1890 всё население Питкэрна перешло из англиканства в адвентизм. 
Церковь Адамстауна была построена в 1954 году. Она управляется церковным советом и постоянным пастором, который обычно служит в течение двух лет. Субботняя школа собирается в 10 утра по субботам, а часом позже следует богослужение. По вечерам во вторник проводится еще одно служение в виде молитвенного собрания. Реликвия островитян Библия «Баунти», ранее хранившаяся в церкви, теперь находится в новом музее.
Несмотря на то, что адвентизм является единственной религией на острове, в последние годы количество людей посещающих церковные собрания постоянно сокращается. По состоянию на 2000 год лишь восемь человек из всех островитян посещали службы регулярно. Большинство жителей острова посещают церковь по особым случаям.